# Rosignano Monferrato
Rosignano Monferrato là một đô thị ở tỉnh Alessandria trong vùng Piedmont của Italia, có vị trí cách khoảng 60 km về phía đông của Torino và khoảng 25 km về phía tây bắc của Alessandria. Tại thời điểm ngày 31 tháng 12 năm 2004, đô thị này có dân số 1.659 người và diện tích là 19,2 km².
Rosignano Monferrato giáp các đô thị: Camagna Monferrato, Casale Monferrato, Cella Monte, Frassinello Monferrato, Ozzano Monferrato, San Giorgio Monferrato, và Terruggia.